# Los Palmitos (kommun)
Los Palmitos är en kommun i Colombia.   Den ligger i departementet Sucre, i den norra delen av landet, 500 km norr om huvudstaden Bogotá. Antalet invånare är 19 315.